# Bohuslav Beránek
Bohuslav Beránek, född 25 mars 1946 i Plzeň, död 5 oktober 2007, var en tjeckoslovakisk orienterare. Han tog brons i stafett vid VM 1970.